# Manuel Olivares
Manuel Olivares Lapeña (Son Servera, 2 aprile 1909 – Madrid, 16 febbraio 1976) è stato un calciatore e allenatore di calcio spagnolo, di ruolo attaccante.

## Palmarès

### Competizioni nazionali
- Campionato spagnolo: 2

Real Madrid: 1931-1932, 1932-1933
- Coppa di Spagna: 1

Real Madrid: 1933-1934
- Campionato spagnolo di seconda divisione: 1

Real Saragozza: 1935-1936

### Competizioni regionali
- Trofeo Mancomunados: 4

Real Madrid: 1931, 1932, 1933, 1934

### Individuali
- Pichichi: 1

Real Madrid: 1933-1934 (16 gol)

### Competizioni nazionali
- Campionato spagnolo di seconda divisione: 1

Real Saragozza: 1935-1936